# شهرستان لاوال
شهرستان لاوال (به انگلیسی: Laval Regional County Municipality) یک شهرداری در کانادا است که در استان کبک واقع شده‌است. شهرستان لاوال ۲۴۵ کیلومتر مربع مساحت و ۳۴۳٬۰۰۵ نفر جمعیت دارد.